# Jean Rabec
Jean Rabec, né à Cerisy-Montpinson et exécuté le 24 avril 1556 à Angers, est un martyr protestant français.

## Biographie
Rabec était entré dans l’ordre des frères mineurs à Vire mais, ayant acquis quelque connaissance des doctrines évangéliques, il jeta le froc et se retira à Lausanne, où il se mit à étudier la théologie, vivant d’une pension que lui faisait le sénat de Berne. Ses études terminées, au lieu de rester, comme d’autres, à l’étranger, il préféra rentrer en France pour « communiquer un thrésor inestimable de la grâce du Seigneur », il revint en France pour y prêcher la Réforme. Une des premières éditions du Livre des martyrs, qui venait de paraitre à Genève, en 1554, et qu’il avait acheté avant de partir, fut la cause de sa perte. Au retour d’Angers où il avait prêché l’Évangile, il s’était arrêté, le ler aout 1555, à Château-Gontier dans la maison du Conseil, d’où devait sortir plus tard une famille de pasteurs, ainsi que le jeune carme, Jean de l’Espine. Rabec essaya d’évangéliser tous ces gens, alors bons catholiques, en leur lisant quelques pages de Crespin. Un sergent qui l’écoutait n’eut rien de plus pressé que d’avertir les officiers de la ville, qui le firent arrêter.
Comme moine, Rabec était justiciable de l’évêque d’Angers entre les mains de qui il fut remis. Après l’avoir retenu très longtemps eu prison sans s’occuper de l’instruction de son procès, on lui fit subir plusieurs interrogatoires sur l’intercession des saints, la vierge Marie, le purgatoire, l’Église, le pape, la confession, la messe, la présence réelle, le baptême, les traditions, les vœux monastiques, dont Crespin a publié un résumé écrit par le prisonnier lui-même dans le Marlyrologue.
L’évêque ne rendit sa sentence que le 24 octobre 1555 : déclaré excommunié, hérétique, schismatique, apostat, Rabec fut condamné à être dégradé et livré au bras séculier. Celui-ci en ayant appelé au parlement de Paris comme d’abus, cet appel suspendant l’exécution, il resta en prison, exposé « à de merveilleux assauts de la moinerie et supposts de l’Antechrist ». Le sénat de Berne intervint en sa faveur, réclamant Rabec comme écolier de Lausanne. 
Le roi demanda communication du procès qui lui fut expédié par l’official René Valin. Comme son père François Ier, Henri II n’aimait pas qu’on eût l’air, à l’étranger, de plaindre les malheureux qu’il faisait rechercher et exterminer sans relâche. La réclamation des Bernois ne servit donc qu’à hâter le supplice de Rabec car, le 24 mars 1556, le roi adressa à l’évêque et au sénéchal d’Angers un ordre royal pour leur enjoindre de procéder, sans tenir compte de l’appel du prévenu, à l’exécution de la sentence.
La cérémonie de la dégradation eut lieu, le 10 avril, devant la cathédrale Saint-Maurice. Rabec refusant de se prêter aux puérilités que l’on exigeait de lui, la force fut employée contre lui. Livré ensuite au bras séculier, il fut condamné par le lieutenant criminel à être brulé vif, et s’il ne voulait pas se confesser, à avoir la langue coupée. En entendant cette sentence, « Dieu soit loué, s’écria le martyr, et me face ſa grâce de persévérer jusques à la fin. O Dieu, que tu me fais de grâces de m’appeller pour soustenir la parole évangélique ! Car tu as dit que quiconque te confessera devant les hommes, tu le confesseras aussi devant ton Père : tu as aussi dit, que quiconque persévérera jusqu’à la fin sera sauvé. »
Quelques heures après, après qu’on lui eut coupé la langue, fut trainé sur une claie au lieu du supplice, « jettant force sang par la bouche et fort desfiguré à cause de ce sang. Estant devestu fut environné de paille devant et derrière : et force souffre jetté sur sa chair. Eslevé en l’air, il commença le psaume XXXIV, Les gens entrez sont en ton héritage : voire intelligiblement, combien qu’il eust la langue coupée, pour n’avoir voulu prononcer Jesus Maria. »
On le laissa ainsi suspendu en l’air, exposé aux railleries du peuple, plus d’un demi-quart d’heure avant d’allumer le bucher. « Et fut abaissé, puis eslevé par plusieurs fois, au gré et souhait des moines, disans au bourreau, Hausse et baisse jusqu’à ce qu’il ait prié la vierge Marie, de sorte que les entrailles estans jà à demi sorties, encore parloit-il : n’ayant quasi plus figure d’homme, lorsqu’il fut du tout devalé sur le bois, et ainsi rendit l’ame à son Créateur. »
Le supplice de Rabec eut une influence importante dans la conversion de Jean de l’Espine qui, en 1552, était encore un catholique zélé puisqu’on le voit tenter, à son passage à Château-Gontier, de le ramener dans le giron de l’Église romaine. La fermeté de Rabec au milieu des plus horribles tourments lui en imposa ; il fut fort touché de la constance admirable avec laquelle il le vit souffrir le feu et de ce qu’en dépit du fait qu’on lui eût coupé la langue, il chanta intelligiblement, sur l’échafaud, le psaume « Les gens entrés sont en ton héritage. » Ceci convainquit Jean de L’Espine que la doctrine contre laquelle il avait tant disputé était la vraie et il se mit, après le supplice de Rabec, à prêcher les nouvelles idées de l’Église réformée vers Angers, où l’avaient envoyé ses supérieurs.